# Lendava
Lendava (wymowaⓘ; dawniej Dolnja Lendava, węg. Lendva, dawniej Alsólendva, niem. Lindau, dawniej Unter-Limbach, prekmur. Dolenja Lendava) – miasto w Słowenii, siedziba administracyjna gminy Lendava. 1 stycznia 2018 liczyła 2919 mieszkańców.
W mieście jest stacja kolejowa Lendava.

## Geografia
Lendava położona jest we wschodniej części Prekmurja, w północno-wschodniej części kraju. W okolicy znajdują się złoża ropy naftowej i gazu ziemnego, które są eksploatowane. Miejscowa gospodarka oparta jest na przemyśle chemicznym i maszynowym.
Funkcjonuje tu lecznictwo uzdrowiskowe z wodami termalnymi. Istnieją tradycje winiarskie.

## Historia
Znajdował się tu rzymski obóz wojskowy Halicanum, który funkcjonował przy drodze z Poetovium do Savarii.
Pierwsza historyczna wzmianka o Lendavie pochodzi z 1192 roku. Od XVII wieku władał nią ród Esterházych. Prawa miejskie uzyskała w 1867 roku.

## Miasta partnerskie
- Zalaegerszeg, Węgry